# Daniel S. Goldin

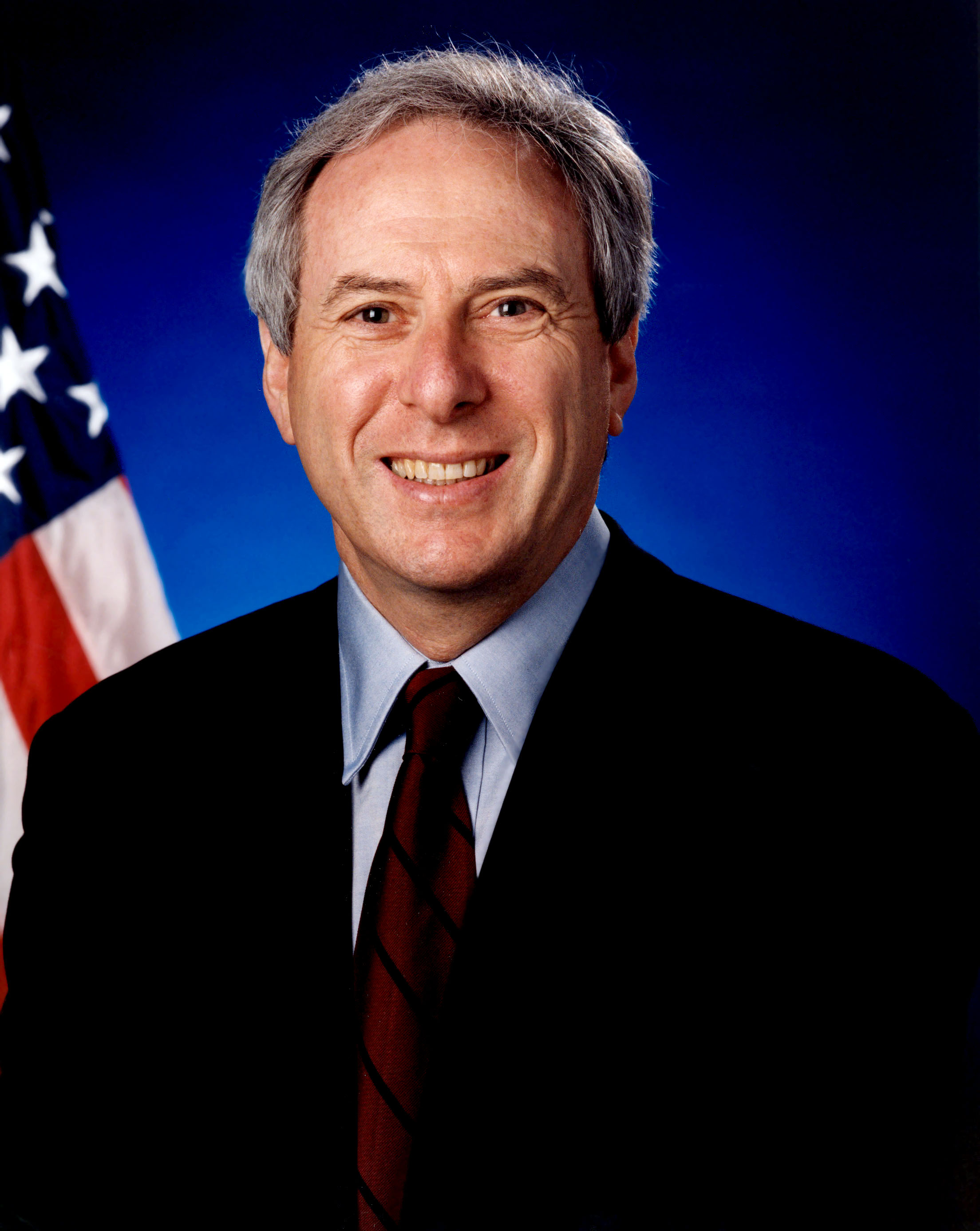
Daniel S. Goldin.

Daniel Saul Goldin nació el 23 de julio de 1940 en Nueva York. Fue el noveno Administrador de la NASA, desde el 1 de abril de 1992 hasta el 17 de noviembre de 2001.
| Predecesor: Richard H. Truly | Administrador de la NASA 1992 - 2001 | Sucesor: Sean O'Keefe |

- Datos: Q935900
- Multimedia: Daniel Goldin / Q935900